# Вопросы географии
«Вопросы географии» — серия научных тематических сборников по географии, основанная в 1946 г. по инициативе и под руководством Н. Н. Баранского в Московском филиале Географического общества СССР.
В 1946—1963 гг. серия выходила в издательстве Географгиз. После его слияния в 1963 г. с другими издательствами, серия продолжила выходить под маркой издательства «Мысль» до 1989 г.
Сборники выходили несколько раз в год (от 1 до 7). До 1989 года было опубликовано 132 номера «Вопросов географии», последним стал выпуск «Современное село: пути развития».
В 2009 г. серия была возобновлена как издание Русского географического общества. После 20-летнего перерыва увидел свет новый сборник с тем же номером, что и последний, изданный в СССР. После короткого перерыва в 2010—2011 гг. публикация серии возобновлена издательством ИД «Кодекс».

### Председатели редакционной коллегии
- 1946—1963 — Н. Н. Баранский
- 1964—1982 — С. А. Ковалёв
- 1982—1989 — Г. М. Лаппо
- с 2009 — В. М. Котляков

### Список выпусков
1. М., 1946. — 208 с.

2. М., 1946. — 190 с.

3. М., 1947. — 219 с.

4. Гляциология и геоморфология. М., 1947. — 198 с.

5. География населения. М., 1947. — 210 с.

6. География хозяйства СССР (1917—1947). М., 1947. — 182 с.

7. Климатология и гидрология. М., 1948. — 211 с.

8. Зарубежные страны. М., 1948. — 223 с.

9. Ломоносовские чтения географического факультета Московского ордена Ленина государственного университета им. М. В. Ломоносова. М., 1948. — 155 с.

10. Экономическая география СССР. М., 1948. — 219 с.

11. Картография. М., 1949. — 208 с.

12. Историческое землеведение. М., 1949. — 245 с.

13. Преобразование степи и лесостепья. М., 1949. — 236 с.

14. География населения СССР. М., 1949. — 190 с.

15. Физическая география. М., 1949. — 255 с.

16. Ландшафтоведение. М., 1949. — 213 с.

17. История географических знаний. М., 1950. — 253 с.

18. Высшее географическое образование. М., 1950. — 258 с.

19. Преобразование природы и хозяйства Союза ССР. М., 1950. — 248 с.

20. Историческая география СССР. М., 1950. — 355 с.

21. Геоморфология. М., 1950. — 237 с.

22. Картография. М., 1950. — 233 с.

23. Природа степи и лесостепья и её преобразование. М., 1950. — 335 с.

24. Физическая география. М., 1951. — 460 с.

25. Высшее географическое образование. М., 1951. — 285 с.

26. Гидрология. М., 1951. — 326 с.

27. Экономическая география. М., 1951. — 369 с.

28. Задачи физической географии в связи с великими стройками коммунизма. М., 1952. — 217 с.

29. Зарубежные страны. М., 1952. — 264 с.

30. Производственные типы колхозов. М., 1952. — 356 с.

31. История географических знаний и историческая география СССР. М., 1953. — 287 с. 

32. Центральные чернозёмные области. М., 1953. — 247 с.

33. Физическая география. М., 1953. — 312 с.

34. Картография. М., 1954. — 215 с.

35. Физическая география Азии. М., 1954. — 349 с.

36. Геоморфология. М., 1954. — 280 с.

37. География в средней и высшей школе. М., 1955. — 229 с.

38. География городов. М., 1956. — 271 с.

39. Физико-географическое районирование. М., 1956. — 207 с.

40. Физическая география. М., 1957. — 261 с.

41. Экономическая география. М., 1957. — 302 с.

42. Картография. М., 1958. — 250 с.

43. Качественный учет и оценка земель. М., 1958. — 232 с.

44. География за рубежом. М., 1958. — 288 с.

45. География городских и сельских поселений. М., 1959. — 271 с.

46. Геоморфология. М., 1959. — 270 с.

47. Экономическое районирование СССР. М., 1959. — 199 с.

48. Охрана природы. Биогеография. М., 1960. — 310 с.

49. Центрально-промышленный район. М., 1960. — 160 с.

50. Историческая география. М., 1960. — 265 с.

51. Москва и Подмосковные районы. М., 1961. — 224 с.

52. Прикладная геоморфология. М., 1961. — 208 с.

53. Зарубежные страны. Экономическая география. М., 1961. — 177 с.

54. География и земельные ресурсы. М., 1961. — 180 с.

55. Природное и сельскохозяйственное районирование СССР. М., 1961. — 206 с.

56. География населения СССР. М., 1962. — 230 с.

57. Экономическая география СССР в перспективе. М., 1962. — 327 с.

58. Географические названия. М., 1962. — 183 с.

59. Геохимия степей и пустынь. М., 1962. — 207 с.

60. Лес и воды (Лесная гидрология). М., 1963. — 190 с.

61. Экономические связи и транспорт. М., 1963. — 224 с.

62. Океаны и моря. М., 1963. — 230 с. 

63. Количественные методы в геоморфологии. М., 1963. — 208 с.

64. Экономико-географические проблемы стран Африки, Азии и Латинской Америки. М., 1964. — 192 с.

65. Экономическое районирование и народное хозяйство СССР. М., 1964. — 230 с.

66. Города мира. М., 1965. — 220 с.

67. География и земельный кадастр. М., 1965. — 216 с.

68. Медицинская география тропических стран. М., 1965. — 222 с.

69. Организмы и природная среда. М., 1966. — 174 с.

70. Изучение географических названий. М., 1966. — 208 с.

71. География населения мира. М., 1966. — 223 с.

72. География химической промышленности. М., 1966. — 190 с.

73. Водные ресурсы и их комплексное использование. М., 1968 . — 182 с.

74. Рельеф горных стран. М., 1968. — 184 с.

75. Территориальная организация производительных сил СССР. М., 1968. — 212 с.

76. Экономическое районирование развивающихся стран. М., 1968. — 222 с.

77. Математика в экономической географии. М., 1968. — 208 с.

78. Оценка природных ресурсов. М., 1968. — 184 с.

79. Ритмы и цикличность в природе. М., 1970. — 224 с.

80. Территориальные производственные комплексы. М., 1970. — 288 с. 

81. Местные географические термины. М., 1970. — 224 с.

82. Биогеография и народное хозяйство. М., 1970. — 211 с.

83. Историческая география СССР. М., 1970. — 215 с.

84. Мировой океан. М., 1970. — 271 с. 

85. Склоны, их развитие и методы изучения. М., 1971. — 224 с.

86. Проблемы школьного курса географии. М., 1971. — 214 с.

87. Расселение в пригородных зонах. М., 1971. — 184 с.

88. Теоретическая география. М., 1971. — 199 с.

89. Климат и человек. М., 1972. — 237 с.

90. Экономическая география и территориальное планирование. М., 1972. — 228 с.

91. География сфер обслуживания. М., 1979. — 252 с.

92. Поисковая геоморфология. М., 1973. — 233 с.

93. География и туризм. М., 1973. — 202 с.

94. Топонимия Центральной России. М., 1974. — 222 с.

95. Теоретические проблемы экономической географии. М., 1974. — 208 с.

96. Урбанизация мира. М., 1974. — 205 с.

97. Проблемы экономической географии социалистической зарубежной Европы. М., 1974. — 214 с.

98. Количественные методы изучения природы. М., 1975. — 214 с.

99. Перспективы сельскохозяйственного использования земельных ресурсов. М., 1975. — 197 с.

100. Перспективы географии. М., 1976. — 252 с.

101. Арктические дрейфующие станции. Исследования океана. М., 1976. — 174 с.

102. Ландшафт и воды. М., 1976. — 207 с.

103. Новое содержание школьной географии. М., 1977. — 231 с.

104. Системные исследования природы. М., 1977. — 232 с.

105. Байкало-Амурская магистраль. М., 1977. — 216 с.

106. Влияние человека на ландшафт. М., 1977. — 206 с.

107. Территориальная дифференциация и типы сельского хозяйства. М., 1978. — 230 с.

108. Природопользование (географические аспекты). М., 1978. — 214 с.

109. Географические аспекты управления. М., 1978. — 236 с.

110. Топонимика на службе географии. М., 1979. — 207 с.

111. Геоморфология и строительство. М., 1979. — 202 с.

112. Размещение хозяйства и научно-техническая революция. М., 1979. — 222 с.

113. Географические науки и районная планировка. М., 1980. — 222 с.

114. Биографические аспекты природопользования. М., 1980. — 206 с.

115. Экономическая и социальная география. М., 1980. — 222 с.

116. Страноведение: состояние и задачи. М., 1981. — 256 с.

117. Геофизика ландшафта. Теоретические аспекты, подходы к моделированию, результаты. М., 1981. — 255 с.

118. Малые реки. М., 1981. — 221 с.

119. Морские берега. М., 1982. — 206 с.

120. Ландшафтно-геохимическое районирование и охрана среды. М., 1983. — 206 с.

121. Ландшафтоведение: теория и практика. М., 1982. — 224 с.

122. Теоретические аспекты географии. 123. География хозяйства стран-членов СЭВ в условиях интеграции. М., 1984. — 357 с.

124. Природные комплексы и сельское хозяйство. М., 1984. — 216 с.

125. Океаны и жизнь. М., 1984. — 238 с.

126. Географические названия в Москве. М., 1985. — 224 с.

127. Моделирование геосистем. М., 1986. — 213 с.

128. Советские географы — фронту и тылу (1941—1945 гг.). М., 1985. — 238 с.

129. Динамика расселения в СССР. М., 1986. — 214 с.

130. География мирового капиталистического хозяйства. М., 1987. — 224 с.

131. Московский столичный регион. М., 1988. — 223 с.

132. Современное село: пути развития. М., 1989. — 254 с.

132. Современная топонимика. М.: Наука, 2009. — 406 с.

133. Географо-гидрологические исследования. М.: ИД «Кодекс», 2012. — 494 с.

134. Актуальная биогеография. М.: ИД «Кодекс», 2013. — 416 с.

135. География населения и социальная география. М.: ИД «Кодекс», 2013. — 551 с.

136. Историческая география. М.: ИД «Кодекс», 2013. — 526 с.

137. Исследования гор. М.: ИД «Кодекс», 2014. — 583 с.

138. Горизонты ландшафтоведения. М.: ИД «Кодекс», 2014. — 488 с.

139. Теория и практика туризма. М.: ИД «Кодекс», 2014. — 472 с.

140. Современная геоморфология. М.: ИД «Кодекс», 2015. — 496 с.

141. Проблемы регионального развития России. М.: ИД «Кодекс», 2016. — 640 с.

142. География полярных регионов. М.: ИД «Кодекс», 2016. — 656 с.

143. Географические основы заповедного дела. М.: ИД «Кодекс», 2017. — 400 с.

144. Картография в цифровую эпоху. М.: ИД «Кодекс», 2017. — 431 с.

145. Гидрологические изменения. М.: ИД «Кодекс», 2018. — 430 с.

146. Актуальные проблемы топонимики. М.: ИД «Кодекс», 2018. — 311 с.

147. Спелеология и карстоведение. М.: ИД «Кодекс», 2018. — 415 с.

148. Россия в формирующейся Большой Евразии. М.: ИД «Кодекс», 2019. — 376 с.

149. Современное землеведение. М.: ИД «Кодекс», 2019. — 392 с.

150. Исследования Антарктиды. М.: ИД «Кодекс», 2020. — 392 с.

151. Российские литераторы, окружающая природа и Географическое общество. М.: Медиа-ПРЕСС, 2020. — 560 с.

152. Человек и биосфера. М.: Медиа-ПРЕСС, 2021. — 480 с.

153. География и экология культуры. Сохранение наследия. М.: Медиа-ПРЕСС, 2021. — 480 с.

154. Преодоление «континентального проклятья»: будущее Сибири. М.: Медиа-ПРЕСС, 2022. — 528 с.

155. Актуальные проблемы общего географического образования. М.: Медиа-ПРЕСС, 2022. — 320 с.

156. Современная биогеография Северной Евразии. М.: Медиа-ПРЕСС, 2023. — 400 с.

157. Водные проблемы и их решение. М.: Медиа-ПРЕСС, 2023. — 480 с.

158. Горные регионы России. М.: Медиа-ПРЕСС, 2024. — 560 с.

159. Ноосферная концепция В.И. Вернадского после глобализма. М.: Медиа-ПРЕСС, 2024. — 320 с.